# Sorbus
- Commons
- Wikispecies

Sorbus L. é um género botânico pertencente à família Rosaceae.

## Sinonímia
| - Micromeles Decne. - Aria (Pers.) Host | - Ariosorbus Koidz. - Cormus Spach |

## Subgêneros

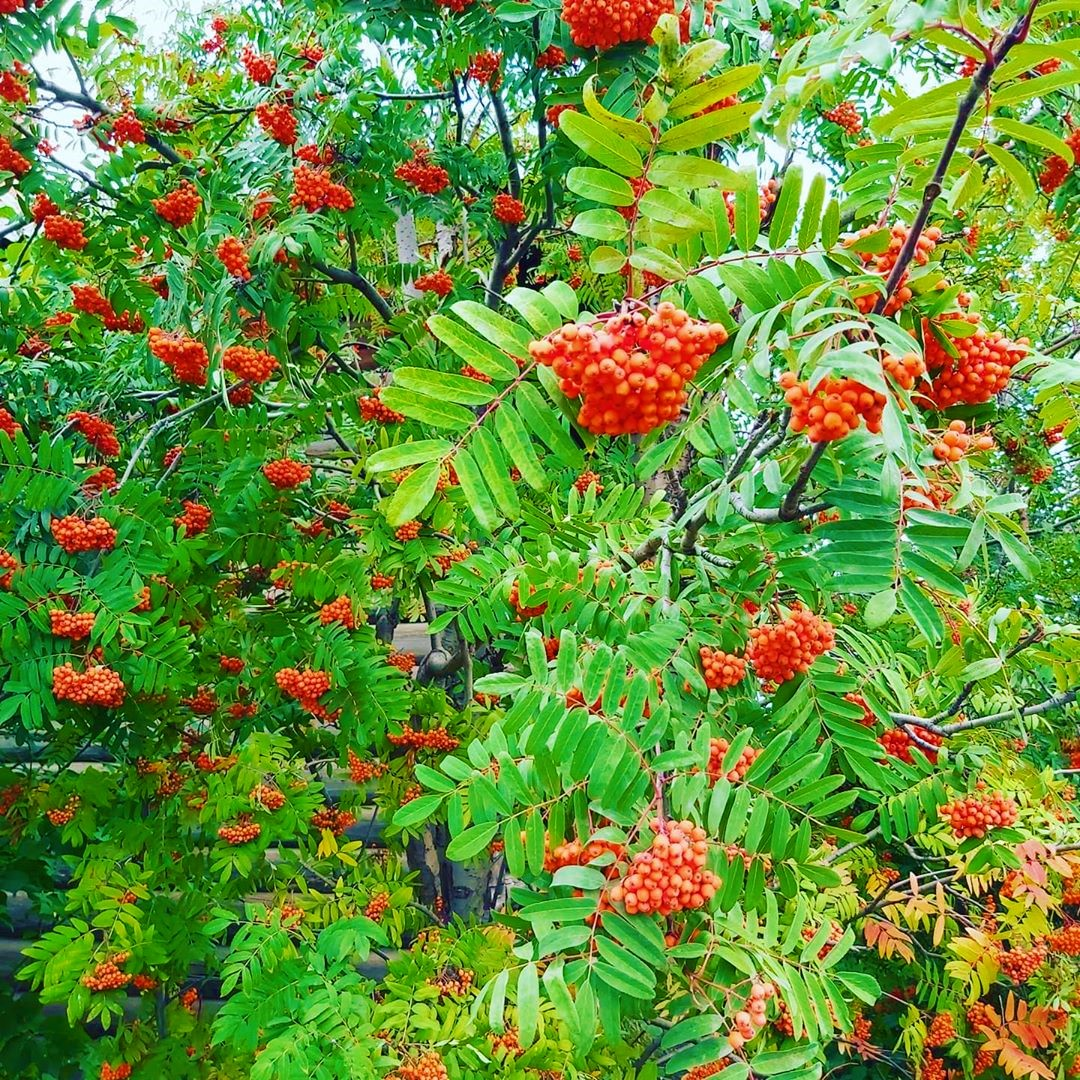
Rowan no jardim da Sibéria Oriental

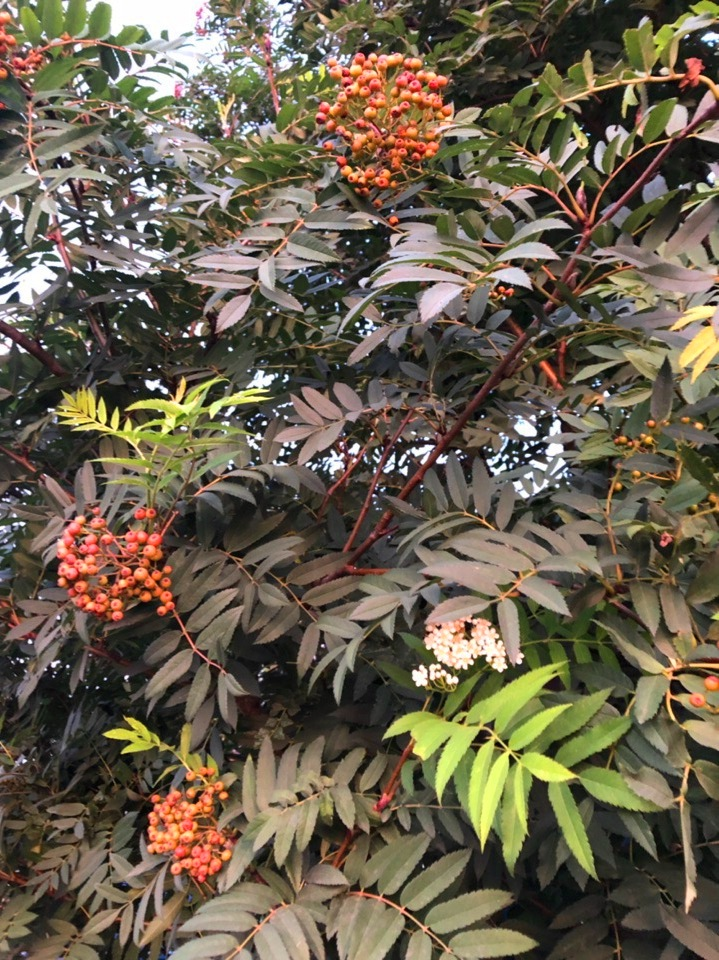
Montanha de cinzas floração na Sibéria

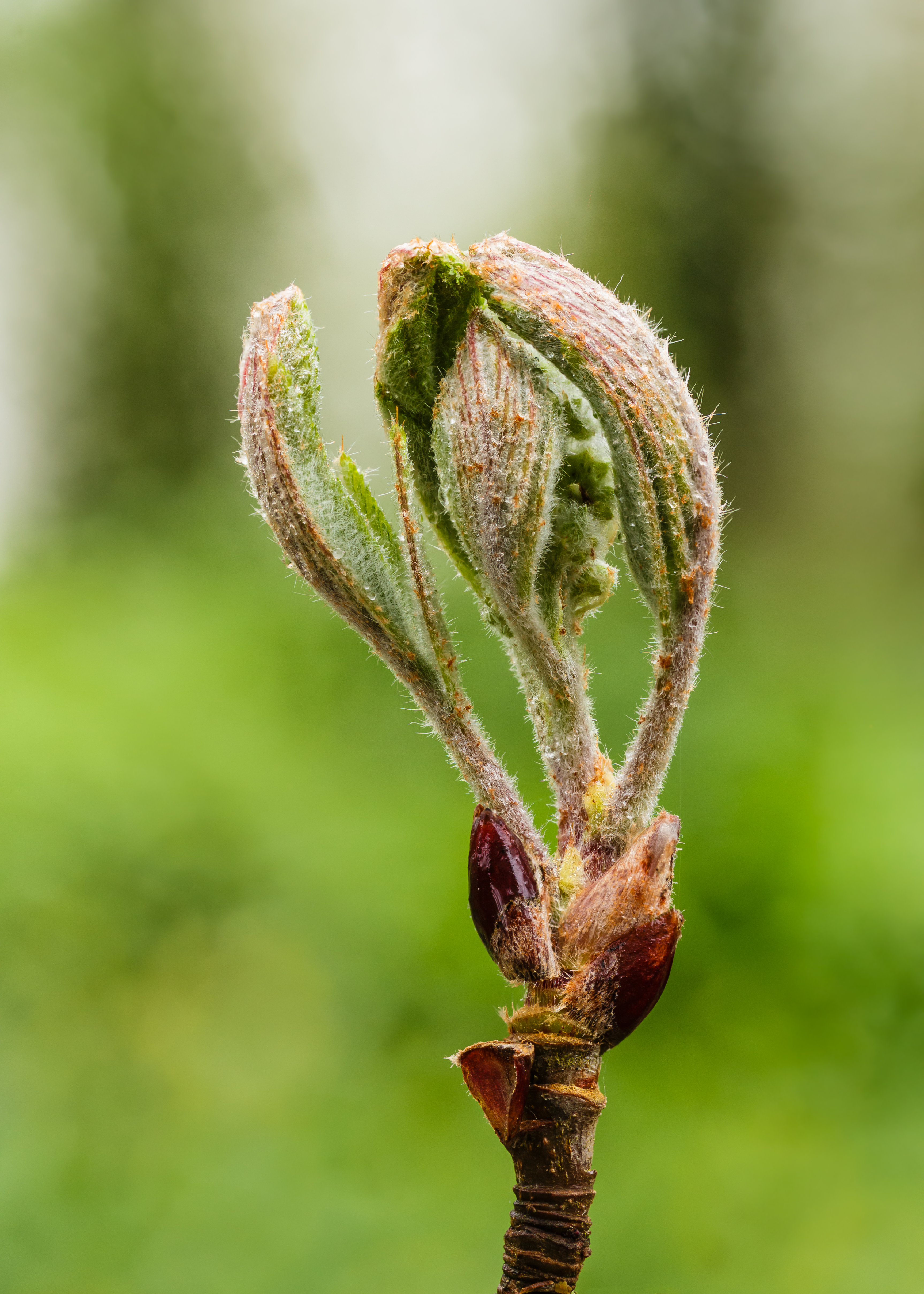
Se abre una nueva hoja de un Sorbus.

| - Sorbus - Aria - Micromeles | - Cormus - Torminaria - Chamaemespilus |

## Espécies
- Lista completa das espécies do gênero

## Classificação do gênero
| Sistema | Classificação                     | Referência               |
| ------- | --------------------------------- | ------------------------ |
| Linné   | Classe Icosandria, ordem Trigynia | Species plantarum (1753) |